# Nhụy lưỡi Côn Sơn
Nhụy lưỡi Côn Sơn hay còn gọi thiệt thư Côn sơn (danh pháp khoa học: Glossocardia condorensis) là một loài thực vật có hoa trong họ Cúc. Loài này được Gagnep. mô tả khoa học đầu tiên năm 1921.